# Maria Solà de Sellarés
Maria Solà de Sellarès (Barcelona, 31 d'octubre de 1899 - Ciutat de Mèxic, 22 de maig de 1998) fou una pedagoga i escriptora catalana vinculada al moviment teosòfic català. Va dur a terme la major part de la seva tasca a Guatemala i Mèxic.

## Biografia

### Infantesa
Maria Mercè Solà Ferrer va néixer a Barcelona el 31 d'octubre del 1899. Poc després de néixer, el seu pare va morir de pneumònia amb vint-i-cinc anys. Es va criar amb la seva mare i una germana quatre anys més gran.

### Educació
Fins als tretze anys, es va desenvolupar en una escola pública de la ciutat. Després dels estudis primaris no va poder ingressar a l'Escola Normal, a l'inici del curs 1913-1914, perquè no complia el requisit de tenir fets els catorze anys. “La meva mare va sol·licitar el meu ingrés a l'Escola Normal de l'Estat. La petició va ser denegada perquè jo encara no havia complert els 14 anys”. A partir d'aquell moment la seva formació s'orientaria de manera autodidacta. Des de llavors va començar a vincular-se amb el moviment teosòfic barceloní.

### Àmbit Laboral
L'any 1916, amb 17 anys, es va presentar a unes oposicions i va entrar com a funcionària administrativa a la Mancomunitat de Catalunya. Les activitats dins el moviment teosòfic li van obrir la possibilitat d'entrar en contacte amb la Fraternitat Teosòfica de l'Educació, fundada per Beatrice Ensor, en la qual va descobrir i conèixer la gestació de la Lliga Internacional per a la Nova Educació que es fundaria definitivament a Calais l'any 1921. Maria Solà esdevindria la primera representant espanyola dins el comitè de la Lliga.
Entre els anys 1924 i 1930 va participar activament, des de Barcelona, en l'obra educativa de la Fraternitat Internacional d'Educació i en la creació i el funcionament de l'escola Damon, de la qual va ser una de les impulsores i la presidenta del consell directiu. La presència pública de Maria Solà va augmentar quan, l'any 1931, va rebre l'encàrrec de dirigir la Residència Internacional de Senyoretes Estudiants, que es va fundar i instal·lar al Palau de Pedralbes de Barcelona. Durant els anys de la Guerra Civil, amb la residència tancada, va presidir l'entitat social Assistència Infantil, fundada l'any 1934 i la qual tenia cura de l'atenció a infants ingressats a l'hospital Clínic i feia suport a una colònia permanent de convalescència a Caldetes.

### Exili i activitat pedagògica
L'any 1939, la família Sellarès Solà va emprendre el camí de l'exili, primer a França i, al cap d'uns mesos, a Amèrica llatina. La seva activitat pedagògica va incrementar-se. Les principals fites són la direcció de l'Escuela Normal femenina España a El Salvador (1940-45), la direcció de l'Escuela Normal femenina Belén a Ciutat de Guatemala (1945-48), la docència a la Universitat de San Carlos i la direcció del Liceo Hispano Guatemalteco (1948-54).
Després del cop d'estat del 1954 a Guatemala es va exiliar a Mèxic, on va continuar amb la seva tasca educativa. Allà va desplegar la seva activitat en diversos fronts: la docència a la UNAM i a la Universitat de las Américas, l'edició de textos clàssics de la teosofia i les filosofies i religions orientals dirigint la col·lecció Tradición Sagrada de la Humanidad de l'editorial Diana (període 1966-72), la divulgació de les idees teosòfiques i dels principis de la pedagogia Waldorf, els viatges a l'Índia, a Anglaterra i a Barcelona, la reflexió filosòfica i pedagògica plasmada en alguns articles a les revistes Cuadernos Americanos i Diálogos i la publicació de les seves obres sobre educació com a síntesi de la pròpia autoformació, reflexió i experiència pedagògica.
| « | Ideari pedagògic sustentat i inspirat en dos eixos: la teosofia i els principis renovadors de l'Escola Nova, sobretot els de caràcter més espiritualista. | » |

## Ideari pedagògic
| « | L'educador no és simplement un especialista que automàticament aplica uns mitjans: és l'home universal, el qual, per vocació, posseeix un ideal llargament acaronat durant molt de temps per tal que inspiri les joves generacions que li siguin confiades. | » |

L'ideari pedagògic de Maria Solà es sustenta i s'inspira en dos eixos: la teosofia i els principis renovadors de l'Escola Nova, sobretot els de caràcter més espiritualista, aprovats a Calais any 1921. Aquest ideari es va anar configurant a partir de l'experiència pràctica i de la lectura, l'estudi i la reflexió profunds dins un procés d'autoformació que va durar tota la vida.
El pensament educatiu de Maria Solà de Sellarès parteix de la premissa de la integritat de l'infant (el concepte de l'“hombre en cierne”: l'home a l'inici, en formació, quan ha florit però encara no ha donat els seus fruits) i es planteja l'educació des d'una triple perspectiva: la mística, la filosòfica i la científica. El procés educatiu és un viatge iniciàtic com ho són també, de forma genèrica, la iniciació al misteri, a la mística, a la veritat i a la teosofia, o, de manera més concreta, la descoberta de l'espiritualitat oriental a través d'un viatge a l'Índia.
De forma coherent amb la construcció de l'ideari teosòfic (la síntesi de filosofia, ciència, religió, psicologia i ètica), la seva pedagogia és també una antologia i una síntesi de les aportacions dels autors que han recorregut i impregnat el propi itinerari formatiu: Cousinet i la síntesi de la nova educació16; Marcault i Brosse i la biologia de l'esperit; Steiner i l'educació com a obra d'art; Krishnamurti i l'harmonia entre l'esperit, el cos i el cor; Scheler i el lloc de l'home dins el cosmos; Ortega i la idea de generació com a integració de la individualitat, i Joaquim Xirau i el lligam entre filosofia i educació. Al capdavall, però, l'idealisme i l'espiritualitat oriental (l'herència teosòfica) impregnen aquesta síntesi marcada per un sincretisme pedagògic orientat a la nova educació17. L'educació integral que Maria Solà proposa “no consisteix a transmetre a l'infant les tècniques acumulades en el decurs dels segles, sinó a subministrar a l'activitat integrant del jo les condicions externes mitjançant les quals la seva autonomia conscient pot efectuar el seu normal desenvolupament amb una major seguretat, és a dir, assolir el més eficaç domini possible dels seus mecanismes psicofisiològics i dels nivells corresponents”.
L'autora ens proposa un procés educatiu marcat per diverses fases (sensorial, activa, afectiva i intel·lectual) relacionades amb les etapes escolars (llar d'infants i parvulari, escola primària, secundària i superior) en la conformació del procés de desenvolupament de l'infant per arribar a “ésser”. Al final del procés la universitat significaria la humanització del saber i la integració de la individualitat en la comunitat (la Humanitat): comprendre, respondre i ajudar.

## Mort
Maria Solà de Sellarès va morir a la ciutat de Mèxic el 22 de maig del 1998, tancant una llarga i intensa biografia, rica en l'acció, profunda en la reflexió espiritual i, sobretot, marcada des del punt de vista educatiu, tal com ella mateixa ens mostra en la pròpia autobiografia (Solà, 1987a).

## Obres
- Irradiación de una biografía: María Solà de Sellarès (1987). Mèxic: Costa-Amic Editores.
- Vers la nova educació: la integritat de l'infant (1987). Mèxic: Costa-Amic Editors.

L'obra Vers la nova educació: la integritat de l'infant (1987) constitueix la síntesi de l'ideari al qual ens referim que, a la vegada, està confegit a partir de les aportacions de diversos autors, convenientment seleccionats, ordenats i sistematitzats. Aquesta obra tingué continuïtat en dues publicacions posteriors (Solà, 1988 i 1990) que, a més, també recollien algunes idees formulades uns anys abans i publicades a Cuadernos Americanos, la revista dirigida per Jesús Silva Herzog, i Diálogos, la publicació del Colegio de México dirigida per Ramon Xirau (Solà, 1972, 1973, 1974, 1976, 1978).
- ¿Qué es educar? Hacia la integridad del niño (1988). Barcelona: Editora Amelia Boudet - Editorial Teosófica.
- Hacia la nueva generación: su integridad. Ritmo evolutivo histórico (1990). Mèxic: Editorial Porrúa.